# Washington County, Rhode Island
Washington County är ett county i delstaten Rhode Island, USA. Washington är ett av fem countyn i staten och ligger i den södra delen av Rhode Island. Den största staden i countyt är South Kingstown. År 2010 hade Washington County 126 979 invånare. Namnet var Kings County 1729–1781.

## Geografi
Enligt United States Census Bureau så har countyt en total area på 1 458 km². 862 km² av den arean är land och 596 km²  är vatten. 
Washington County gränsar till Kent County i norr, New London County i Connecticut i väst, Suffolk County i New York i sydväst, Atlanten i söder och Newport County i väst. 